# Epidapus microthorax
Epidapus microthorax är en tvåvingeart som först beskrevs av Borner 1903.  Epidapus microthorax ingår i släktet Epidapus och familjen sorgmyggor.
Artens utbredningsområde är Italien. Arten är reproducerande i Sverige. Inga underarter finns listade i Catalogue of Life.